# Заольшанка
Заольшанка, або Ольшанка (біл. Заальшанка, Альшанка) — річка в Руднянському районі Смоленської області Росії і в Ліозненському районі Вітебської області Білорусі.
Ліва притока річки Черниці (басейн Західної Двіни). Довжина річки — 17 км, площа водозбірного басейну — 99 км². Середній похил річки — 1,1‰.
Бере свій початок біля села Піски Руднянського району Смоленської області, впадає у р. Черниця на південний захід від села Дрозди Ліозненський району Вітебської області.